# Strzyżewo Paczkowe
Strzyżewo Paczkowe (niem. Strzyzewo Paczkowe) – wieś w Polsce, położona w województwie wielkopolskim, w powiecie gnieźnieńskim, w gminie Gniezno. Należy do parafii w Strzyżewie Kościelnym. W okresie zaborów właściwy Urząd Stanu Cywilnego, dla tej wsi, był w Trzemesznie.
| SIMC    | Nazwa      | Rodzaj     |
| ------- | ---------- | ---------- |
| 0583668 | Łukaszewko | przysiółek |

W latach 1975–1998 miejscowość administracyjnie należała do województwa poznańskiego.